# Albi di Scottecs Gigazine
Lista degli albi di Scottecs Gigazine, rivista di fumetti creata da Sio insieme a Fraffrog, Dado e Giacomo Bevilacqua e pubblicata dalla casa editrice Gigaciao dal 2023.
Il primo albo è stato pubblicato il 5 luglio 2023 intitolato Un nuovo inizio! ed è stato preceduto da una versione accorciata (presentata come numero 0) intitolata Arriva Gigaciao!! distribuito in occasione del Napoli Comicon il 28 aprile 2023.
Oltre ai vari fumetti di Sio sono presenti diverse serie scritte e disegnate dai diversi autori.
| Nr. | Titolo                          | Data             |
| --- | ------------------------------- | ---------------- |
| 0   | Arriva Gigaciao!!               | 28 aprile 2023   |
| 1   | Un nuovo inizio!                | 5 luglio 2023    |
| 2   | Bruco Gianluco Ipsilon          | 2 agosto 2023    |
| 3   | Fufos e la pallina di Apollo    | 6 settembre 2023 |
| 4   | Mariangiongiangela              | 4 ottobre 2023   |
| 5   | One Pizz                        | 1º novembre 2023 |
| 6   | Babbo Nacane                    | 6 dicembre 2023  |
| 7   | Dottor Culocane                 | 3 gennaio 2024   |
| 8   | San Valentone                   | 7 febbraio 2024  |
| 9   | JasMINECRAFT                    | 6 marzo 2024     |
| 10  | La Tantaruga                    | 3 aprile 2024    |
| 11  | A Panda piace...                | 1º maggio 2024   |
| 12  | Nonno Laser                     | 5 giugno 2024    |
| 13  | Ricciònick                      | 3 luglio 2024    |
| 14  | Unicottero                      | 7 agosto 2024    |
| 15  | Fraffrog: Back to School        | 4 settembre 2024 |
| 16  | Fufo Alberto                    | 2 ottobre 2024   |
| 17  | One Pizz Z                      | 6 novembre 2024  |
| 18  | Lanzarote il gatto con le ruote | 4 dicembre 2024  |
| 19  | Buon 2026                       | 1º gennaio 2025  |
| 20  | Il festival di Santa Pagaia     | 5 febbraio 2025  |
| 21  | Donna Laser                     | 5 marzo 2025     |
| 22  | Speciale Switch 3               | 2 aprile 2025    |
| 23  | Mega Tree Majokko               | 7 maggio 2025    |
| 24  | I Simpatici Quattro             | 4 giugno 2025    |
| 25  | Ricciònick Universe             | 2 luglio 2025    |
| 26  | Fumetti freschi                 | 6 agosto 2025    |

## Cofanetti
| Nr. | Albi  | Data             | Colore    |
| --- | ----- | ---------------- | --------- |
| 1   | 1-4   | 21 novembre 2023 | Giallo    |
| 2   | 5-8   | 22 marzo 2024    | Azzurro   |
| 3   | 9-12  | 26 luglio 2024   | Verde     |
| 4   | 13-16 | 22 novembre 2024 | Arancione |
| 5   | 17-20 | 28 marzo 2025    | Giallo    |
| 6   | 21-24 | 31 agosto 2025   |           |

## Un nuovo inizio!
Note:
1. Nell'elenco dei titoli presenti nei numeri sono scritte solo le serie principali e quelle speciali ma non le strisce minori.
2. In questo numero appare Zerocalcare.

- Le lezioni di disegno giusto: Le mani
- Power Pizza: Super Mario - Il film
- Dragon Village - Episodio 1
- VideogiOK - Giappone: i soliti insoliti
- Barbascura X spiega le cose: I ragni
- A Panda piace...fare le scale
- Entrano in scena le Mega Tree Majokko!
- Regà non ho capito (Zerocalcare)

## Bruco Gianluco Ipsilon
Nota: 
- Bruco Gianluco ZETA: Bruco Gianluco deve salvare la città di Venezia Mestre da Polifemore che ha ucciso tutti i suoi amici.
- Power Pizza: The Wizard
- A Panda piace...pescare le idee
- Dragon Village - Episodio 2
- Barbascura X spiega le cose: Hura Crepitans
- Le lezioni di disegno giusto: ancora le mani
- VideogiOK: la morte ti fa fretta
- Tengen Topo, la fine di Owari: Al bordo dell'universo Bruco Gianluco e il suo team combattono contro Owari, una faccia spaziale.
- Mega Tree Majokko - Il cuore della battaglia

## Fufos e la pallina di Apollo
- Fufos e la pallina di Apollo: Fufos insegue una pallina da tennis che gli è stata lanciata dal suo padrone in una macchina del tempo, Fufos viene mandato nell'Antica Grecia dove incontra Andromaca e il suo amico.
- Power Pizza: Guardians of the Galaxy
- A Panda piace...la manovella del pianto
- Dragon Village - Episodio 3
- Barbascura X spiega le cose: Il pesce Blob
- Le lezioni di disegno giusto: i piedi!
- VideogiOK: Un bug, il Gold, le Speed
- Mega Tree Majokko - I mediamente fastidiosi Pirati del Deserto

## Mariangiongiangela
- Mariangiongiangela - Le Origini: Mariangela è una ragazza che viene giudicata dalla società per i suoi comportamenti "non da femmina".
- Open Fiber presenta: Open Fabio Episodio 1
- Power Pizza: Ratatouille
- A Panda piace...i fari
- In cucina con Mariangiongiangela
- Dragon Village - Episodio 4
- Barbascura X spiega le cose: Solenopsis invicta
- Barzellette sulla morte e sul cibo
- Le lezioni di disegno giusto: Lo scarabocchio
- Giacomo l'uomo con poteri da persona
- Elementsi - Il mondo in cui le persone sono gli elementi!
- VideogiOK: Videogiochi dentro i videogiochi
- Breaking Italy
- Mega Tree Majokko - Vi-Gelati

## One Pizz
- One Pizz: Fufy è un cane umanoide che ha il desiderio di trovare la fetta di pizza leggendaria, nel suo viaggio per cercarla incontra Zerocalcare e Navi Dengerine.
- VideogiOK: La grande storia di tizio pennello
- Le lezioni di disegno giusto: I pirati
- A Panda piace...i pirati
- Power Pizza: Pirati dei Caraibi
- Barbascura X spiega le cose: Cogia
- Mega Tree Majokko - Street Rage

## Babbo Nacane
- Babbo Nacane: Il cane Fufos e il suo padrone prendono il posto di Babbo Natale perché Elon Maschio ha rotto le corde delle sue renne con i razzi di Space-Twitter.
- Power Pizza: Nightmare before Christmas
- A Panda piace...faticare
- Dragon Village - Episodio 5
- Barbascura X spiega le cose: Alligatori e coccodrilli
- Le lezioni di disegno giusto: Babbo Natale
- VideogiOK: Mascotte (più o meno) scotte
- Mega Tree Majokko - Re Rosso

## Dottor Culocane
Nota: Da questo albo sono presenti i fumetti indipendenti di Daw.
- Il Dottor Culocane e la sfida del Sette: Il Dottor Culocane viene sfidato da un fantasma alieno in una gara di esagerazioni e successivamente ad usare un massimo di sette parole per il resto della sua vita.
- Power Pizza: Sonic (2020)
- A Panda piace...la paura
- Barbascura X spiega le cose: Aye Aye
- Le lezioni di disegno giusto: il blocco dell'artista
- VideogiOK: Polybius: esistono giochi che non esistono
- Mega Tree Majokko - Dolore Rosso

## San Valentone
- Billy Bob Grattujack contro San Valentone: Billy Bob Grattujack è innamorato di Annafronza da cui poi viene rifiutato, successivamente un signore losco gli propone di usare il Flautino di San Valentino ma Billy usa erroneamente il Flautone di San Valentone evocando così San Valentone, un gigante che viene dallo spazio simile a Cupido.
- Power Pizza: RRR
- A Panda piace...il compleanno del mare
- Dragon Village - Episodio 6
- Barbascura X spiega le cose: denti
- Le lezioni di disegno giusto: Il blocco dell'artista 2
- VideogiOK: Metrodivania Immortale
- Mega Tree Majokko - Team Rock

## JasMINECRAFT
Nota: In questo numero appaiono 6 piccoli Kendal da trovare.
- Jasminecraft: Jasmine adora giocare a Minecraft e si fa chiamare Jasminecraft. Sua mamma odia i videogiochi e butta nel cestino la Nintendo Switch di sua figlia. Durante la notte, Jasmine tenta di riprendere il gioco dalla spazzatura e viene attaccata da un Serverpente che la teletrasporta in Minecraft, dove incontra Kendal.
- Power Pizza: Super Mario (2023)
- Le lezioni di disegno giusto: Il blocco dell'artista 3
- Dragon Village - Episodio 7
- VideogiOK: L'alfabeto segreto di Bubble Bobble
- Barbascura X spiega le cose: Culo di Zibetto
- Mega Tree Majokko - Festival

## La Tantaruga
Note:
1. In questo numero non è presente Mega Tree Majokko e viene detto che sarebbe tornato sul numero 13 ma diversamente da come detto torna sul numero 11.
2. Da questo numero è presente Recycle Rangers di The Sparker.

- La Tantaruga contro i ladri e anche un mago: La banda degli altotti arriva a casa della Tantaruga per consegnare il bollettino per la nuova imposta patrimoniale di Tartaropoli, la tartaruga nega di voler pagare e butta fuori la banda con un'onda di tè.
- Power Pizza: Re Leone
- Le lezioni di disegno giusto: scadenza
- Dragon Village - Episodio 8
- A Panda piace...i suoi amici
- VideogiOK: Giochi licenziati
- Barbascura X spiega le cose: Leggende metropolitane
- Recycle Rangers - Episodio 1

## A Panda piace...
- A Panda piace... Le sette regole di Flora Tonti: Flora Tonti insegna al suo amico Panda 7 regole per vivere una vita migliore.
- Power Pizza: Kung Fu Panda
- Le lezioni di disegno Rupert
- Barbascura X spiega le cose: I panda e la cacca
- VideogiOK: Llamasoft, così fuori da starci dentro
- Mega Tree Majokko - Cime tempestose
- Recycle Rangers - Episodio 2

## Nonno Laser
- Nonno Laser: Margherito Hacker si interessa a Nonno Laser dopo aver visto quello di cui è capace e gli chiede quindi di raccontargli la sua storia.
- Power Pizza: Spider-Man: Into the Spider-Verse
- Le lezioni di disegno Rupert: i piedi
- A Panda piace...l'armatura
- VideogiOK: La canzoncina nascosta ovunque
- Barbascura X spiega le cose: Cleptoparassitismo
- Recycle Rangers - Episodio 3

## Ricciònick
Nota: Questo è l'ultimo numero in cui è presente VideogiOK.
- Ricciònick e i cristalli dell'energia: Ricciònick (Sonic) e il sio amico Code (Tails) scoprono che il Dottor Frittata (Dottor Eggman) ha un piano malvagio per inquinare il pianeta usando i Cristalli dell'energia (Smeraldi del Caos).
- Power Pizza: Cip & Ciop agenti speciali
- Le Podcast di Disegno Rupert - Il cavolo popliteo
- Barbascura X spiega le cose: Dinosauri
- A Panda piace...andare con calma
- VideogiOK - 3D o non 3D? Stereoscopia portami via
- Mega Tree Majokko - Oltre ogni limite!

## Unicottero
Note:
1. Da questo numero è presente Jochi Joviali di Christian Giove.
2. Da questo numero è presente Lambada & Calypso di Davide La Rosa.

- L'Unicottero: il Dottor Culocane spiega cos'è un Unicottero, quanti esemplari ne esistono, cosa mangiano, a cosa servono le pale che hanno sulla testa e come fanno a volare.
- Power Pizza: Unicorn Store
- A Panda piace...l'estate
- Il Misterioso Papero del Giappone - Lo strappo
- Jochi Joviali di Christian Giove
- Barbascura X spiega le cose: Animali che prendono il sole
- Lambada & Calypso - Agenti segretə contro Gianni Rodari Malvagio

## Fraffrog: Back to School
Nota: In questo numero finisce la prima stagione di Mega Tree Majokko.
- Il primo giorno di scuola di Rupert: Oggi è il primo giorno di scuola di Rupert; quest'ultimo ha paura dei bulletti della scuola, cioè Brutus Spaccagrugno e la sua cricca, che possiedono quattro lauree rubate. Dopo una lezione di matematica, Rupert incontra la cricca di Brutus, intenti, o così pensa, a picchiare un ragazzino. Allora, Rupert si avvicina e nota che in realtà Brutus è un odontoiatra e i suoi due amici sono rispettivamente un architetto e un fisioterapista, ma le lauree rubate sono vere.
- Power Pizza: La principessa e il ranocchio
- Lezioni di disegno di Sio
- Dragon Village - Episodio 9
- Jochi Joviali di Christian Giove
- Mega Tree Majokko - Errori di valutazione
- Linda e il pollo

## Fufo Alberto
Note:
1. Il numero è dedicato ai 50 anni di Lupo Alberto.
2. In questo numero inizia la seconda stagione di Mega Tree Majokko.

- Fufo Alberto - Le strisce: vengono mostrate 10 strisce di Fufo Alberto, disegnate da Sio.
- Power Pizza: Il gatto con gli stivali 2
- Le lezioni di disegno Rupert - Alla vecchia fattoria
- A Panda piace...aprirsi la testa
- Il Misterioso Papero del Giappone - La nera ira ninja
- Jochi Joviali di Christian Giove
- Lambada & Calypso - Gente che cade
- Barbascura X spiega le cose: Eterocefalo glabro
- Bruco Gianluco alla ricerca dei Sette Cubi del Granchio
- Il Misterioso Papero del Giappone - Preparati a morire
- Mega Tree Majokko - Episodio 13

## One Pizz Z
Nota: In questo albo riappare il personaggio di Missy Talia, creato da Sio intorno al 2018, in una storia scritta da Pietro Zemelo.
- One Pizz Z: Scemk viene rapito dai Michelini, degli chef malvagi, e Fufy, Navi e Zerocalcare devono salvarlo.
- Power Pizza - One Piece
- A Panda piace...sognare ad occhi aperti
- Jochi Joviali di Christian Giove
- Il Misterioso Papero del Giappone - Le strisce
- Missy Talia contro SPOILER

## Lanzarote il gatto con le ruote
- Lanzarote il gatto con le ruote: Margarino il gatto vive con la sua padrona, e insieme rischiano spesso la morte, senza accorgersene. Dopo 25 anni di vita, Margarino muore di vecchiaia e come regalo di Natale, la sua padrona riceve Lanzarote, che però viene mangiato subito da uno squalo.
- Power Pizza - Untitled Goose Game
- A Panda piace...ciò che ha già
- Lambada & Calypso - L'invisibile è invisibile agli occhi
- Dragon Village - Episodio di Natale
- Jochi Joviali di Christian Giove
- Barbascura X spiega le cose - Nanismo insulare
- Recycle Rangers - Episodio 4

## Buon 2026
Note:
1. Per preservare la salute mentale dei dipendenti di Gigaciao, Sio ha deciso che nel mese di gennaio verranno ristampate sul Gigazine delle SCCPNAML (Storie Classiche Che Probabilmente Non Avete Mai Letto).
2. Detective Patatorfio e il mistero delle notizie invisibili è una storia già apparsa su Scottecs Megazine 11.
3. Da questo numero sono presenti Deer Postwoman di Gaia De Bernardini e La casa che viaggia nel tempo di Pietro B. Zemelo.

- Detective Patatorfio e il mistero delle notizie invisibili: il detective Patatorfio e il suo assistente Karotoff devono indagare sulla morte di 68.403 persone, morte tutte leggendo il giornale.
- Power Pizza - Hollow Knight
- A Panda piace...la felicità
- Le lezioni di disegno Rupert - Ombre e luci
- Dragon Village - Ep. 10
- Jochi Joviali di Christian Giove
- Deer Postwoman, Consegna spaziale
- Barbascura X spiega le cose - Ragnatele
- La casa che viaggia nel tempo - Ep. 1

## Il festival di Santa Pagaia
- Santa Pagaia: Federicoz Yovanotty cerca di vincere il festival di Santa Pagaia, un festival di canzoni, il cui conduttore e direttore artistico è il malefico Odiadiabolis, che controlla le sorti del concorso.
- Power Pizza - Monkey Island
- A Panda piace...30 ore spese meglio!
- Le lezioni di disegno Rupert
- Dragon Village - Ep. 11
- La signora Mariangiongiangela fa una ricetta pazzissima degli Okonomiyaki e succede un improbabile parapiglia!!!
- Suona tipo bene
- Jochi Joviali di Christian Giove
- Barbascura X spiega le cose - Le fusa
- Mega Tree Majokko - Ep. 14

## Donna Laser
Nota: Per la giornata della Donna, la storia Donna Laser contro il Patriarca è stata resa disponibile gratuitamente sottoforma di PDF scaricabile dal sito di Gigaciao.
- Donna Laser contro il Patriarca: Donna Laser centra di fermare il Patriarca dimostrandogli che anche lei sa fare ciò che fanno normalmente gli uomini
- Power Pizza - Tartarughe Ninja
- A Panda piace...creatività
- L'Uomo Scottecs alla ricerca della gemma di diamante
- Lezioni di disegno Rupert - Ombre e luci
- La casa che viaggia nel tempo - Ep. 2
- Jochi Joviali di Christian Giove
- Lanzarote il gatto con le ruote
- Deer Postwoman, Boss
- Recycle Rangers - Ep. 5

## Speciale Switch 3
- NekoGamer92Emoji e l'acquisto avventuroso: NekoGamer92Emoji e ShigeruFan1999 vanno alla ricerca delle tre Nintendo Switch 3.
- Power Pizza - Mario Kart
- A Panda piace...gli zombie nei videogiochi
- Lezioni di disegno Rupert - Le fasi del fumetto
- Dragon Village - Ep. 12
- Jochi Joviali di Christian Giove
- Barbascura X spiega le cose - Axolotl
- Deer Postwoman, Identità
- Deer Postwoman, Monolito
- La casa che viaggia nel tempo - Ep. 3

## Mega Tree Majokko
Note:
1. Hanno reso il numero di Maggio un numero sulle Mega Tree Majokko perché Maggio e Majokko sono parole molto simili.
2. Mega Tree Majokko e il ritorno di Cool Freezer fa da seguito alla serie web delle Mega Tree Majokko.
3. In questo numero ritornano le Fiabe brevi che finiscono malissimo di Francesco Muzzopappa.

- Mega Tree Majokko e il ritorno di Cool Freezer: Pasqualo va a dare alle Mega Tree Majokko delle informazioni su un problema da risolvere, ma Bananoko ritiene che la probabilità di riuscita di una missione sia inversamente proporzionale alla quantità di informazioni che essa possiede. Riusciranno le Majokko a risolvere il problema, qualsiasi esso sia, specie con il ritorno di Cool Freezer?
- Power Pizza - Power Wash Simulator
- A Panda piace... La fiducia
- Lezioni di disegno Rupert - Gli strumenti
- Jochi Joviali di Christian Giove
- Dragon Village - Ep. 13
- Mega Tree Majokko - Forme di vita del pianeta Ishi-chan
- Mega Tree Majokko - Faccia a faccia

## I Simpatici Quattro
- I Simpatici 4 contro Lactus: i Simpatici 4 devono fermare Lactus, un robot che ogni mille anni deve mangiare un miliardo di chili di formaggio oppure distrugge la Terra.
- Power Pizza - FANT4STIC
- A Panda piace... parlare con Ruga
- Lambada & Calypso ep.4 - Colui che flauta
- Barbascura X spiega le cose - Autonomia
- Fiabe brevi che finiscono malissimo
- Deer Postwoman - Triangolo

## Ricciònick Universe
- Ricciònick Universe: Ricciònick e la sua banda stanno cercando l'ultima spada, però, quando la trovano, si imbattono in del pietrolio, segnale di un disastro ambientale in corso. Ricciònick e i suoi amici scoprono che il Dottor Frittata sta risucchiando tutto il pietrolio, e devono fermarlo.
- Fiabe brevi che finiscono malissimo
- Jochi Joviali
- Power Pizza - Wicked
- A Panda Piace...avere la casa in testa
- Dragon Village - Ep. 14